# Minus dixit lex quam voluit
Il brocardo Minus dixit lex quam voluit significa "La legge ha detto meno di quanto ha voluto".
In diritto, specialmente nell'interpretazione di una norma, indica che il legislatore (attraverso la legge da lui promanata) ha espresso una fattispecie astratta che andrà adattata alla realtà in maniera estensiva applicando forme di analogia.